# Travis Cohn
Travis Cohn III (Decatur, 3 giugno 1989) è un cestista statunitense, professionista in NBDL e in Europa.